# آخر سهرة في طريق ر (فلم)
آخر سهرة في طريق ر هو فيلم سعودي أنتج عام 2024، من إخراج محمود صباغ وبطولة الممثلين عبد الله البراق ومروة سالم وسامي حنفي، وإنتاج شركة الحوش برودكشونز، وتم تصوير الفيلم في السعودية بين مدينتي جدة والرياض.

## القصة
يتناول الفيلم التحولات الأخيرة والانفتاح الاجتماعي الأخير في السعودية، وتدور أحداثه في ليلة واحدة مجنونة، مليئة بالأحداث والاضطرابات، مع متعهد السهرات، وريث كاكا القمر "أبو معجب"، وأشهر مطربات الأفراح والبيوت في ماضي جدة الذهبي، حيث يجوب بفرقته ليالي جدة وعوالمها النخبوية والسفلية بمختلف أنواعها، بحثًا عن المال والمغامرة وإبقاء أهميتهم في وسط التحولات التي تهدد مكانتهم كفرقة على الطراز القديم، وترافقه في رحلته المطربة "كولا سالمين"، ذات الطموح الغير محدود، وبقية أفراد فرقته، "سيلفر" مهندس الصوتيات المحترف، وعازف العود "طرفي".

## طاقم التمثيل
- عبد الله البراق.
- مروة سالم.
- سامي حنفي.
- رضوان الجفري.[1]

## روابط خارجية
- آخر سهرة في طريق ر على موقع نتفليكس (الإنجليزية)